# Alpha Telescopii
Alpha Telescopii is met zijn magnitude van 3,51 de felste ster in het sterrenbeeld Telescoop. De ster is vanuit de Benelux niet te zien. Alpha Telescopii is drie keer groter en vijf keer zwaarder dan de zon.